# SN 2010jm
SN 2010jm – supernowa typu Ia odkryta 2 listopada 2010 roku w galaktyce A034603+1242. W momencie odkrycia miała maksymalną jasność 17,40m.